# Vela nos Jogos Pan-Americanos de 2023 - Kite masculino
A classe Kite masculino da vela nos Jogos Pan-Americanos de 2023 foi disputada entre 28 de outubro e 3 de novembro de 2023 na Praia El Quisco, em El Quisco. Um total de 9 velejadores, cada um representando um Comitê Olímpico Nacional (CON), participaram do evento.

## Calendário
Horário local (UTC−3).
| Data          | Hora  | Fase                    |
| ------------- | ----- | ----------------------- |
| 28 de outubro | 13:20 | Regatas 1, 2, 3 e 4     |
| 30 de outubro | 12:33 | Regatas 5, 6, 7 e 8     |
| 31 de outubro | 13:11 | Regatas 9, 10, 11 e 12  |
| 2 de novembro | 13:12 | Regatas 13, 14, 15 e 16 |
| 3 de novembro | 13:00 | Medal Race              |

## Medalhistas
| Ouro   | BRA Bruno Lobo    |
| Prata  | ANT Tiger Tyson   |
| Bronze | DOM Deury Corniel |

## Resultados
Estes foram os resultados obtidos da competição, com os descartes entre parênteses:
| Pos.              | Velejadores     | CON                      | Regata   | Regata | Regata | Regata   | Regata | Regata   | Regata | Regata | Regata | Regata | Regata   | Regata   | Regata | Regata   | Regata   | Regata | Regata | Pts. Tot. | Pts. Net |
| Pos.              | Velejadores     | CON                      | 1        | 2      | 3      | 4        | 5      | 6        | 7      | 8      | 9      | 10     | 11       | 12       | 13     | 14       | 15       | 16     | M      | Pts. Tot. | Pts. Net |
| ----------------- | --------------- | ------------------------ | -------- | ------ | ------ | -------- | ------ | -------- | ------ | ------ | ------ | ------ | -------- | -------- | ------ | -------- | -------- | ------ | ------ | --------- | -------- |
| Medalha de ouro   | Bruno Lobo      | BRA Brasil               | 1        | 1      | 1      | (10) DNF | 1      | 1        | 1      | 1      | 1      | 1      | 1        | 1        | 1      | 1        | 1        | 1      | 1      | 25        | 13       |
| Medalha de prata  | Tiger Tyson     | ANT Antígua e Barbuda    | 2        | 3      | 3      | 3        | 3      | (4)      | 2      | 3      | 2      | 2      | 2        | 3        | (6)    | (7)      | 3        | 3      | 2      | 51        | 34       |
| Medalha de bronze | Deury Corniel   | DOM República Dominicana | 3        | (4)    | 4      | 2        | 2      | 3        | 4      | 2      | 4      | 3      | 3        | 4        | (5)    | 2        | 4        | (5)    | 3      | 54        | 40       |
| 4                 | Markus Edegran  | USA Estados Unidos       | (10) DSQ | 2      | 2      | 1        | 4      | 2        | 3      | (7)    | 3      | 5      | 4        | 2        | 2      | 3        | (10) DSQ | 2      | 4      | 62        | 35       |
| 5                 | Xantos Villegas | MEX México               | 4        | 5      | 5      | 4        | 5      | (7)      | 6      | 4      | 5      | 4      | (10) DNF | 7        | 4      | (10) DNC | 6        | 4      | 5      | 90        | 63       |
| 6                 | Víctor Bolaños  | COL Colômbia             | 5        | 6      | 6      | 6        | 6      | (10) DNF | (8)    | 5      | (7)    | 6      | 5        | 6        | 3      | 4        | 2        | 6      | 6      | 91        | 66       |
| 7                 | James Morrin    | CAN Canadá               | 6        | (7)    | 7      | 5        | 7      | 5        | 5      | 6      | 6      | 7      | 6        | 5        | 7      | 5        | (10) UFD | (8)    | 7      | 102       | 77       |
| 8                 | Raúl Aguilar    | ARG Argentina            | 7        | (8)    | (8)    | 7        | 8      | 6        | 7      | 8      | 8      | 8      | 7        | (10) DNF | 8      | 6        | 5        | 7      | 8      | 118       | 92       |
| 9                 | Giorgio Caiozzi | CHI Chile                | (10) DNC | (9)    | (9)    | 8        | 9      | 8        | 9      | 9      | 9      | 9      | 8        | 8        | 9      | 8        | 7        | 9      | 9      | 138       | 110      |

Legenda
| - DSQ = Desclassificação; - DNE = Desclassificação não descartável; - DNF = Não cruzou a linha de chegada; | - DNC = Não compareceu na área de largada; - DNS = Não largou; - STP = Penalidade padrão; | - UFD = Desclassificação por bandeira "U"; - BFD = Desclassificação por bandeira preta; - OCS = Queima de largada. |